# Sannat
Sannat és una ciutat de l'illa de Gozo a Malta, amb una població de 2.117 habitants el 2014, i una superfície de 3,8 km². El poble és conegut pels seus penya-segats, de la costa sud de l'illa, i les restes megalítiques.